# Traffic Sports USA
Traffic Sports USA és una companyia dedicada a la gestió d'esdeveniments esportius a l'Amèrica del Nord, l'Amèrica Central i l'àrea del Carib. Opera com a filial de Traffic Group, l'empresa de màrqueting esportiu fundada per J. Hawilla, l'empresari conegut com l'amo del futbol brasiler. Traffic Sports, abans coneguda com a Inter/Forever Sports, té la seu a Miami, Florida, i és propietària del Miami FC. El maig de 2015, va ser acusada pel Departament de Justícia dels Estats Units de greus delictes de corrupció en el denominat Cas Fifagate. Traffic Sports va admetre la seva culpabilitat, va acceptar col·laborar amb la justícia i va pactar tancar la seva activitat empresarial. El març de 2019, va ser condemnada a pagar una multa de 500.000 dòlars.

## Activitat
Traffic Sports USA ha estat la responsable d'organitzar i comercialitzar molts dels esdeveniments internacionals de futbol de la regió, inclosos la gran majoria de partits de les Copes d'Or, de les classificacions pels mundials i dels Campionats Regionals Sub-17 de la CONCACAF, de les copes Interclubes i Centroamericana de la UNCAF i centenars de partits amistosos. Traffic Sports USA va adjudicar-se els drets de màrqueting de la Copa Oro de la CONCACAF de 2013 i de les eliminatòries de la Lliga de Campions de 2013, 2014 i 2015 de la CONCACAF.

## Fifagate
El 12 de desembre de 2014, J. Hawilla, que estava sent investigat per l'FBI, va confessar haver comès diversos delictes de corrupció, va declarar que pagar suborns era necessari per aconseguir que Traffic s'adjudiqués contractes amb diverses organitzacions de futbol i va admetre que des de l'any 1991 ho estava fent regularment. Hawilla va acordar amb la justícia nord-americana retornar més de 150 milions de dòlars, acceptar un pla per a la venda de les seves accions a Traffic i cooperar com a informador del Departament de Justícia dels Estats Units per a destapar més casos de corrupció.
El 27 de maig de 2015, en el marc de les investigacions dutes a terme per l'FBI en el denonimat Cas Fifagate, van ser detinguts set dirigents de la FIFA a l'Hotel Baur au Lac de Zúric (Suïssa) on s'allotjaven per assistir al 65è congrés de la FIFA. Les informacions facilitades per J. Hawilla i per Chuck Blazer, ex secretari general de la CONCACAF, van ser decisives per completar amb èxit l'operació. Simultàniament, una altra operació d'escorcoll es va realitzar a la seu de la CONCACAF a Miami.
Traffic Sports USA, Traffic Sports International i 18 persones van estar involucrades en aquest afer de corrupció. Quatre eren informadors que havien admès prèviament la seva culpabilitat, set van ser detingudes i les altres set van ser imputades, una de les quals era el president de Traffic Sports USA, el nord-americà d'origen costa-riqueny, Aaron Davidson. Traffic segueix a l'espera de la sentència definitiva que està programada pel 18 de març de 2019.
El 18 de març de 2019, la jutge del districte de Brooklyn, Pamela K. Chen, va fixar per a Traffic Sports USA i Traffic Sports International una multa de 500.000 dòlars a cadascuna. Ambdues empreses ja havien accedit prèviament a tancar la seva activitat empresarial com a part de l'acord reconeixent la seva culpabilitat.